# To Whom It May Concern
To Whom It May Concern ist das achte internationale Musikalbum der Bee Gees.

## Produktion
Auch »To Whom It May Concern« wurde in den Londoner IBC Studios eingespielt – „We Lost the Road“ bereits im Januar 1971, beinahe alle anderen Songs im April 1972. Ende Januar verließ Schlagzeuger Geoff Bridgford die Band. Ersetzt wurde er durch Studiomusiker Clem Cattini.
Dies war das letzte Album, auf dem die Bee Gees auf Bill Shepherd als Arrangeur zurückgriffen. Shepherd hatte die Band seit Bee Gees’ 1st nicht nur im Studio, sondern auch auf allen Tourneen mit seinem Orchester begleitet. Mit seinen Orchesterarrangements prägte er den Sound der Band entscheidend.
In England und auch in den USA erschien das Album in einem aufklappbaren sogenannten Pop-up-Cover.
Das Cover zeigt aktuelle Fotos der Brüder Gibb aus einem Konzert in Japan, während auf der Rückseite ein Foto der Brüder aus dem Jahr 1963 zu sehen ist – möglicherweise eine erste Rückschau der Band auf ihre Karriere, da mit diesem Album der 1967 abgeschlossene 5-Jahres-Vertrag mit Robert Stigwood erfüllt war. Der Albumtitel mag darüber hinaus eine ironische Reaktion auf die sinkenden Verkaufszahlen ihrer Alben sein.
„Paper Mache, Cabbages and Kings“ und „I Can Bring Love“ stammen aus dem Jahr 1971, „We Lost the Road“ war bereits 1970 für das Album Trafalgar komponiert worden, blieb damals jedoch unberücksichtigt. Die restlichen Songs des Albums wurden 1972 komponiert.

### Mitwirkende
- Arrangeur, Dirigent: Bill Shepherd
- Toningenieur: Mike Claydon, Damon Lyon-Shaw, Richard Manwaring, Andy Knight
- Gitarre: Alan Kendall
- Schlagzeug: Geoff Bridgeford, Clem Cattini

## Titelliste
- A1. Run to Mev (Barry, Robin & Maurice Gibb)
- A2. We Lost the Road (Barry & Robin Gibb)
- A3. Never Been Alone (Robin Gibb)
- A4. Paper Mache, Cabbages and Kings (Barry, Robin & Maurice Gibb)
- A5. I Can Bring Love (Barry Gibb)
- A6. I Held a Partyv (Barry, Robin & Maurice Gibb)
- A7. Please Don’t Turn the Lights out (Barry, Robin & Maurice Gibb)
- B1. Sea of Smiling Faces (Barry, Robin & Maurice Gibb)
- B2. Bad Bad Dreams (Barry, Robin & Maurice Gibb)
- B3. You Know It’s for You (Maurice Gibb)
- B4. Alive (Barry & Maurice Gibb)
- B5. Road to Alaska (Barry, Robin & Maurice Gibb)
- B6. Sweet Song of Summer (Barry, Robin & Maurice Gibb)

## Ausgaben
Das Album erschien 1971 bei Polydor, in den USA jedoch auf Atco, einem Sublabel von Atlantic Records. 1987 erschien das Album erstmals auf Compact Disc. Seit 2008 ist es in Europa nur noch digital verfügbar.
- 1971: Polydor 2383 139 (LP)
- 1978: RSO 2394 203 (LP)
- 1987: Polydor 833 787-2 (CD)

## Rezeption
Der von Barry und Robin Gibb im Duett gesungene Titel „Run to Me“ war nicht nur der einzige halbwegs erwähnenswerte Hit der Bee Gees von diesem Album, sondern wurde als Duett auch von anderen Künstler neu interpretiert. Lee Towers und Anita Meyer hatten damit 1985 einen kleinen Hit, ebenso wie Dionne Warwick und Barry Manilow. 1994 waren es Bobbie Eakes und Jeff Trachta und 2006 Matthew Sweet und Susanna Hoffs. Schon 1977 brachte Cheryl Lynn Flor alias Flower eine Version davon in die Charts. Außerdem gab es Versionen von Marie Osmond, Johnny Mathis und Brenda Lee.

## Chartplatzierungen
| ChartsChartplatzierungen       | Höchstplatzierung | Wochen |
| ------------------------------ | ----------------- | ------ |
| Vereinigte Staaten (Billboard) | 35 (14 Wo.)       | 14     |